# Kreophülosz
Kreophülosz (i. e. 8. század?) görög költő.
Az ókori hagyomány Homérosz vejének vagy barátjának mondja, aki a khioszi énekiskolának a vezetője volt, s így az első azok közt, akik Homérosz költeményeit terjesztették. Egyes források szerint az ő utódjaitól kapta a spártai Lükurgosz a homéroszi költeményeket. Írt egy eposzt és egy hérakleiát, amelyek nem maradtak fenn. Működésének pontos ideje és származási helye ismeretlen.